# Florian Balcar
Florian Balcar (ur. 26 kwietnia 1900 w Wiślicy, zm. 23 stycznia 1981 w Cieszynie) – nauczyciel polski, działacz związkowy i turystyczny.

## Życiorys
Służył wojskowo w czasie I wojny światowej, u schyłku wojny uczestniczył w działaniach na froncie włoskim. Po powrocie ukończył w 1919 seminarium nauczycielskie w Bobrku koło Cieszyna i włączył się do polskiej działalności narodowej; do 1921 pozostawał w szeregach Milicji Śląska Cieszyńskiego, był członkiem Tajnej Organizacji Wojskowej, odznaczony został Śląskim Krzyżem Powstańczym i Medalem Pamiątkowym za Wojnę 1918–1921. Od 1919 pracował jako nauczyciel w Cieszynie i Goleszowie, uzupełniając wykształcenie pedagogiczne w Państwowym Instytucie Nauczycielskim w Warszawie (1932–1934) i Instytucie Pedagogicznym w Katowicach (1936–1938).
W czasie II wojny światowej działał w konspiracji, a utrzymywał się z zajęć kreślarza i robotnika tartacznego. Był więziony w obozach koncentracyjnych. Po 1945 powrócił do zawodu nauczyciela (do 1958). W okresie powojennym wiele czasu poświęcał działalności społecznej; zorganizował w Cieszynie oddział powiatowy Związku Nauczycielstwa Polskiego i stał na jego czele (1948–1956), był członkiem Zarządu Głównego Macierzy Ziemi Cieszyńskiej. Udzielał się też w ruchu turystycznym, jeszcze przed wojną – w latach 1928–1932 – był sekretarzem i zastępcą sekretarza zarządu oddziału Polskiego Towarzystwa Tatrzańskiego w Cieszynie.
Zmarł 22 stycznia 1981 w Cieszynie.